# میشل دانچلی
میشل دانچلی (ایتالیایی: Michele Dancelli؛ زادهٔ ۸ مهٔ ۱۹۴۲) دوچرخه‌سوار اهل ایتالیا است.
وی در مسابقات کشوری و بین‌المللی در مجموع برندهٔ ۲ مدال برنز شده‌است.